# Coppa del Mondo di nuoto 2014
La XXVI edizione della Coppa del Mondo di nuoto (FINA/MASTBANK Swimming World Cup 2014) si disputò dal 27 agosto al 2 novembre 2013.
Le tappe in calendario furono sette, organizzate in tre cluster. Rispetto all'edizione precedente, non fu confermata la tappa nella città di Eindhoven.
Il sudafricano Chad le Clos e l'ungherese Katinka Hosszú si confermarono campioni per la terza volta. Il sudafricano riuscì a riconfermarsi campione in campo maschile e a rimanere imbattuto in tutte e 25 le gare da lui affrontate. La magiara conquistò il terzo titolo consecutivo vincendo in tutto 51 medaglie d'oro. Tale bottino, aggiunto agli ori vinti nelle due edizioni precedenti, portò il palmarès personale dell'atleta a 122 medaglie d'oro, facendola diventare la donna più medagliata della storia della manifestazione.

## Calendario
| Cluster      | # | Date              | Sede                       | Impianto                                      |
| ------------ | - | ----------------- | -------------------------- | --------------------------------------------- |
| Asia 1       | 1 | 27 - 28 agosto    | Doha, Qatar                | Hamad Aquatic Centre                          |
| Asia 1       | 2 | 31 ago. - 1°sett. | Dubai, Emirati Arabi Uniti | Hamdan bin Mohammed bin Rashid Sports Complex |
| Asia/ Europa | 3 | 29 - 30 settembre | Hong Kong                  | Victoria Park Swimming Pool                   |
| Asia/ Europa | 4 | 4 - 5 ottobre     | Mosca, Russia              | Olympiisky Tcenter                            |
| Asia 2       | 5 | 24 - 25 ottobre   | Pechino, Cina              | Centro acquatico nazionale                    |
| Asia 2       | 6 | 28 - 29 ottobre   | Tokyo, Giappone            | Tatsumi International Swimming Center         |
| Asia 2       | 7 | 1 - 2 novembre    | Singapore                  | Singapore Sports School                       |

## Classifiche finali

### Maschile
| Pos.    | Atleta               | Nazionale         | Tot. | Qatar (bandiera) | Emirati Arabi Uniti (bandiera) | Hong Kong (bandiera) | Russia (bandiera) | Cina (bandiera) | Giappone (bandiera) | Singapore (bandiera) |
| ------- | -------------------- | ----------------- | ---- | ---------------- | ------------------------------ | -------------------- | ----------------- | --------------- | ------------------- | -------------------- |
| Oro     | Chad le Clos         | Sudafrica         | 474  | 54               | 66                             | 72                   | 90                | 72              | 60                  | 60                   |
| Argento | Dániel Gyurta        | Ungheria          | 344  | 48               | 68                             | 27                   | 57                | 48              | 45                  | 51                   |
| Bronzo  | Thomas Shields       | Stati Uniti       | 225  | 39               | 48                             | 81                   | 57                | -               | -                   |                      |
| 4       | Thomas Frazer-Holmes | Australia         | 207  | 48               | 45                             | 48                   | 45                | -               | 21                  |                      |
| 5       | Marco Koch           | Germania          | 162  | 36               | 33                             | 51                   | 42                | -               | -                   | -                    |
| 6       | Christian Diener     | Germania          | 150  | 30               | 33                             | 24                   | 36                | -               | 12                  | 15                   |
| 7       | Steffen Deibler      | Germania          | 144  | 6                | 15                             | -                    | 33                | 36              | 21                  | 33                   |
| 8       | Daiya Seto           | Giappone          | 126  | -                | -                              | -                    | -                 | 33              | 48                  | 45                   |
| 9       | Eugene Godsoe        | Stati Uniti       | 105  | 21               | 21                             | -                    | -                 | 12              | 21                  | 30                   |
| 9       | Roland Schoemam      | Sudafrica         | 105  | 18               | 21                             | -                    | -                 | 18              | 21                  | 27                   |
| 11      | Gergely Gyurta       | Ungheria          | 102  | -                | -                              | 18                   | 15                | 21              | 18                  | 30                   |
| 12      | Velimir Sjepanovic   | Serbia            | 90   | 27               | 18                             | 15                   | 24                | -               | -                   | 6                    |
| 13      | George Bovell        | Trinidad e Tobago | 87   | 21               | 21                             | -                    | -                 | 18              | 9                   | 18                   |
| 14      | Myles Brown          | Sudafrica         | 78   | -                | -                              | -                    | -                 | 30              | 21                  | 27                   |

### Femminile
| Pos.    | Atleta               | Nazionale     | Tot. | Qatar (bandiera) | Emirati Arabi Uniti (bandiera) | Hong Kong (bandiera) | Russia (bandiera) | Cina (bandiera) | Giappone (bandiera) | Singapore (bandiera) |
| ------- | -------------------- | ------------- | ---- | ---------------- | ------------------------------ | -------------------- | ----------------- | --------------- | ------------------- | -------------------- |
| Oro     | Katinka Hosszú       | Ungheria      | 994  | 189              | 166                            | 162                  | 126               | 114             | 132                 | 105                  |
| Argento | Inge Dekker          | Paesi Bassi   | 372  | 60               | 66                             | 60                   | 66                | 45              | 33                  | 42                   |
| Bronzo  | Alia Atkinson        | Giamaica      | 321  | 42               | 45                             | 72                   | -                 | 48              | 48                  | 66                   |
| Bronzo  | Mireia Belmonte      | Spagna        | 321  | 45               | 39                             | 45                   | 51                | 33              | 42                  | 66                   |
| 5       | Daryna Zevina        | Ucraina       | 123  | 30               | 27                             | 27                   | 39                | -               | -                   | -                    |
| 6       | Marieke D'Cruz       | Australia     | 93   | 33               | 36                             | -                    | -                 | -               | 12                  | 12                   |
| 7       | Evelyn Verrasztó     | Ungheria      | 87   | 9                | 12                             | 36                   | 30                | -               | -                   | -                    |
| 8       | Caitlin Leverenz     | Stati Uniti   | 72   | 21               | 21                             | -                    | -                 | 9               | 15                  | 6                    |
| 8       | Rie Kanetō           | Giappone      | 72   | -                | -                              | 30                   | 30                | -               | 12                  | -                    |
| 10      | Francesca Halsall    | Gran Bretagna | 66   | -                | -                              | -                    | -                 | -               | 45                  | 21                   |
| 11      | Breeja Larson        | Stati Uniti   | 60   | 30               | 30                             | -                    | -                 | -               | -                   | -                    |
| 12      | Emma McKeon          | Australia     | 48   | -                | -                              | -                    | -                 | -               | 30                  | 18                   |
| 13      | Rūta Meilutytė       | Lituania      | 45   | -                | -                              | -                    | -                 | -               | 21                  | 24                   |
| 13      | Veronika Popova      | Russia        | 45   | -                | -                              | 30                   | 15                | -               | -                   | -                    |
| 15      | Sally Hunter         | Australia     | 39   | -                | -                              | -                    | -                 | 30              | 9                   | -                    |
| 15      | Felicia Lee          | Australia     | 39   | -                | -                              | -                    | -                 | -               | 15                  | 24                   |
| 15      | Aleksandra Urbańczyk | Polonia       | 39   | -                | -                              | -                    | -                 | 24              | 15                  | -                    |

### Classifiche guadagni
Gli atleti che ottennero i maggiori guadagni in questa edizione (grazie alle vittorie e ai piazzamenti) furono i vincitori della coppa generale, l'ungherese Katinka Hosszú e il sudafricano Chad le Clos.
| Pos. | Atleta         | US$     |
| ---- | -------------- | ------- |
| 1    | Chad le Clos   | 290.500 |
| 2    | Dániel Gyurta  | 214.500 |
| 3    | Thomas Shields | 108.500 |

| Pos. | Atleta         | US$     |
| ---- | -------------- | ------- |
| 1    | Katinka Hosszú | 389.000 |
| 2    | Inge Dekker    | 208.500 |
| 3    | Alia Atkinson  | 120.000 |

## Vincitori

### Doha
Fonte
| Gara                | Atleti                                                                | Perf.                           | Gara         | Atleti                                                                    | Perf.                           | Gara   | Atleti                              | Perf.           |
| ------------------- | --------------------------------------------------------------------- | ------------------------------- | ------------ | ------------------------------------------------------------------------- | ------------------------------- | ------ | ----------------------------------- | --------------- |
| Stile libero        |                                                                       |                                 |              |                                                                           |                                 |        |                                     |                 |
| 50 m                | Josh Schneider Inge Dekker                                            | 21"07 24"04                     | 200 m        | Thomas Fraser-Holmes Katinka Hosszú                                       | 1'41"92 1'51"41                 | 800 m  | Mireia Belmonte                     | 8'14"99         |
| 100 m               | Chad le Clos Inge Dekker                                              | 46"29 52"61                     | 400 m        | Thomas Fraser-Holmes Mireia Belmonte                                      | 3'39"30 4'00"91                 | 1500 m | Gergő Kis                           | 14'50"24        |
| Dorso               |                                                                       |                                 |              |                                                                           |                                 |        |                                     |                 |
| 50 m                | Eugene Godsoe Katinka Hosszú                                          | 23"22 26"18                     | 100 m        | Christian Diener Katinka Hosszú                                           | 50"49 56"02                     | 200 m  | Christian Diener Katinka Hosszú     | 1'50"20 2'01"60 |
| Rana                |                                                                       |                                 |              |                                                                           |                                 |        |                                     |                 |
| 50 m                | Roland Schoeman Alia Atkinson                                         | 26"35 29"12                     | 100 m        | Dániel Gyurta Alia Atkinson                                               | 57"04 1'03"79                   | 200 m  | Dániel Gyurta Breeja Larson         | 2'01"06 2'20"71 |
| Farfalla            |                                                                       |                                 |              |                                                                           |                                 |        |                                     |                 |
| 50 m                | Chad le Clos Inge Dekker                                              | 22"17 25"27                     | 100 m        | Chad le Clos Inge Dekker                                                  | 48"70 56"05                     | 200 m  | Thomas Shields Mireia Belmonte      | 1'50"08 2'03"39 |
| Misti               |                                                                       |                                 |              |                                                                           |                                 |        |                                     |                 |
| 100 m               | George Bovell Katinka Hosszú                                          | 52"80 57"34                     | 200 m        | Thomas Fraser-Holmes Katinka Hosszú                                       | 1'53"92 2'02"61                 | 400 m  | Thomas Fraser-Holmes Katinka Hosszú | 4'00"39 4'20"83 |
| Staffette           |                                                                       |                                 |              |                                                                           |                                 |        |                                     |                 |
| 4x50 m stile libero | Austria Martin Spitzer Lena Kreundl Gottfried Eisenberger Lisa Zaiser | 1'34"47 22"20 25"13 22"11 25"03 | 4x50 m mista | Finlandia Anni Alitalo Jenna Laukkanen Riku Poytakivi Ari-Pekka Liukkonen | 1'42"26 27"42 30"63 23"31 20"90 |        |                                     |                 |

### Dubai
Fonte
| Gara                | Atleti                                                                 | Perf.                           | Gara         | Atleti                                                                | Perf.                           | Gara   | Atleti                              | Perf.           |
| ------------------- | ---------------------------------------------------------------------- | ------------------------------- | ------------ | --------------------------------------------------------------------- | ------------------------------- | ------ | ----------------------------------- | --------------- |
| Stile libero        |                                                                        |                                 |              |                                                                       |                                 |        |                                     |                 |
| 50 m                | Josh Schneider Inge Dekker                                             | 21"11 23"95                     | 200 m        | Thomas Fraser-Holmes Katinka Hosszú                                   | 1'42"54 1'52"25                 | 800 m  | Mireia Belmonte                     | 8'04"88         |
| 100 m               | Chad le Clos Inge Dekker                                               | 46"24 52"01                     | 400 m        | Thomas Fraser-Holmes Mireia Belmonte                                  | 3'38"22 4'02"05                 | 1500 m | Gergő Kis                           | 14'53"06        |
| Dorso               |                                                                        |                                 |              |                                                                       |                                 |        |                                     |                 |
| 50 m                | Eugene Godsoe Katinka Hosszú                                           | 23"00 26"10                     | 100 m        | Christian Diener Katinka Hosszú                                       | 50"10 55"77                     | 200 m  | Christian Diener Katinka Hosszú     | 1'49"14 2'01"17 |
| Rana                |                                                                        |                                 |              |                                                                       |                                 |        |                                     |                 |
| 50 m                | Roland Schoeman Alia Atkinson                                          | 26"16 29"12                     | 100 m        | Dániel Gyurta Alia Atkinson                                           | 57"11 1'03"26                   | 200 m  | Dániel Gyurta Breeja Larson         | 2'00"48 2'20"22 |
| Farfalla            |                                                                        |                                 |              |                                                                       |                                 |        |                                     |                 |
| 50 m                | Chad le Clos Inge Dekker                                               | 22"02 24"59                     | 100 m        | Chad le Clos Inge Dekker                                              | 48"59 56"03                     | 200 m  | Thomas Shields Katinka Hosszú       | 1'50"19 2'04"68 |
| Misti               |                                                                        |                                 |              |                                                                       |                                 |        |                                     |                 |
| 100 m               | George Bovell Katinka Hosszú                                           | 51"79 57"75                     | 200 m        | Chad le Clos Katinka Hosszú                                           | 1'51"56 2'02"13                 | 400 m  | Thomas Fraser-Holmes Katinka Hosszú | 3'58"69 4'22"06 |
| Staffette           |                                                                        |                                 |              |                                                                       |                                 |        |                                     |                 |
| 4x50 m stile libero | Sudafrica Roland Schoeman Leith Shankland Lehesta Kemp Taneal Baptiste | 1'34"22 21"43 21"50 24"81 26"48 | 4x50 m mista | Austria Bernhard Reitshammer Lisa Zaiser Sascha Subarsky Rena Kreundl | 1'46"03 26"12 30"93 23"93 24"98 |        |                                     |                 |

### Hong Kong
Fonte
| Gara                | Atleti                                                                     | Perf.                           | Gara         | Atleti                                                                   | Perf.                           | Gara   | Atleti                              | Perf.           |
| ------------------- | -------------------------------------------------------------------------- | ------------------------------- | ------------ | ------------------------------------------------------------------------ | ------------------------------- | ------ | ----------------------------------- | --------------- |
| Stile libero        |                                                                            |                                 |              |                                                                          |                                 |        |                                     |                 |
| 50 m                | Chad le Clos Inge Dekker                                                   | 21"17 24"02                     | 200 m        | Thomas Fraser-Holmes Katinka Hosszú                                      | 1'43"19 1'51"44                 | 800 m  | Katinka Hosszú                      | 8'09"36         |
| 100 m               | Chad le Clos Inge Dekker                                                   | 46"35 52"83                     | 400 m        | Thomas Fraser-Holmes Katinka Hosszú                                      | 3'41"01 4'01"02                 | 1500 m | Gergely Gyurta                      | 14'38"72        |
| Dorso               |                                                                            |                                 |              |                                                                          |                                 |        |                                     |                 |
| 50 m                | Ashlley Delaney Katinka Hosszú                                             | 23"73 26"24                     | 100 m        | Ashlley Delaney Katinka Hosszú                                           | 50"10 55"34                     | 200 m  | Thomas Shields Katinka Hosszú       | 1'51"88 2'03"01 |
| Rana                |                                                                            |                                 |              |                                                                          |                                 |        |                                     |                 |
| 50 m                | Marco Koch Alia Atkinson                                                   | 26"69 29"35                     | 100 m        | Dániel Gyurta Alia Atkinson                                              | 57"35 1'03"23                   | 200 m  | Marco Koch Rie Kanetō               | 2'02"50 2'19"55 |
| Farfalla            |                                                                            |                                 |              |                                                                          |                                 |        |                                     |                 |
| 50 m                | Chad le Clos Inge Dekker                                                   | 22"35 25"24                     | 100 m        | Chad le Clos Inge Dekker                                                 | 48"56 56"03                     | 200 m  | Thomas Shields Katinka Hosszú       | 1'50"56 2'05"12 |
| Misti               |                                                                            |                                 |              |                                                                          |                                 |        |                                     |                 |
| 100 m               | Thomas Shields Katinka Hosszú                                              | 52"51 58"12                     | 200 m        | Thomas Fraser-Holmes Katinka Hosszú                                      | 1'53"58 2'03"60                 | 400 m  | Thomas Fraser-Holmes Katinka Hosszú | 4'03"02 4'26"42 |
| Staffette           |                                                                            |                                 |              |                                                                          |                                 |        |                                     |                 |
| 4x50 m stile libero | Hong Kong Siobhan B. Haughey Ho Lun Raymond Mak Geoffrey Cheah Hang Yu Sze | 1'33"65 24"89 22"49 21"45 24"82 | 4x50 m mista | Hong Kong Hoi Shun Stephanie Au Chun Yan Wong Hang Yu Sze Geoffrey Cheah | 1'43"28 27"57 27"55 26"29 21"87 |        |                                     |                 |

### Mosca
Fonte
| Gara                | Atleti                                                                        | Perf.                           | Gara         | Atleti                                                                       | Perf.                           | Gara   | Atleti                              | Perf.           |
| ------------------- | ----------------------------------------------------------------------------- | ------------------------------- | ------------ | ---------------------------------------------------------------------------- | ------------------------------- | ------ | ----------------------------------- | --------------- |
| Stile libero        |                                                                               |                                 |              |                                                                              |                                 |        |                                     |                 |
| 50 m                | Chad le Clos Inge Dekker                                                      | 21"33 24"05                     | 200 m        | Thomas Fraser-Holmes Katinka Hosszú                                          | 1'42"98 1'53"18                 | 800 m  | Mireia Belmonte                     | 8'12"12         |
| 100 m               | Chad le Clos Inge Dekker                                                      | 46"60 52"83                     | 400 m        | Thomas Fraser-Holmes Mireia Belmonte                                         | 3'40"59 4'01"54                 | 1500 m | Serhij Frolov                       | 14'38"21        |
| Dorso               |                                                                               |                                 |              |                                                                              |                                 |        |                                     |                 |
| 50 m                | Christian Diener Daryna Zevina                                                | 23"73 26"33                     | 100 m        | Christian Diener Katinka Hosszú                                              | 50"31 56"63                     | 200 m  | Christian Diener Katinka Hosszú     | 1'50"96 2'02"05 |
| Rana                |                                                                               |                                 |              |                                                                              |                                 |        |                                     |                 |
| 50 m                | Marco Koch Jenna Laukkanen                                                    | 26"52 30"83                     | 100 m        | Dániel Gyurta Rie Kanetō                                                     | 57"20 1'05"66                   | 200 m  | Dániel Gyurta Rie Kanetō            | 2'01"88 2'19"29 |
| Farfalla            |                                                                               |                                 |              |                                                                              |                                 |        |                                     |                 |
| 50 m                | Chad le Clos Inge Dekker                                                      | 22"08 25"31                     | 100 m        | Chad le Clos Inge Dekker                                                     | 48"99 56"08                     | 200 m  | Chad le Clos Katinka Hosszú         | 1'49"73 2'02"99 |
| Misti               |                                                                               |                                 |              |                                                                              |                                 |        |                                     |                 |
| 100 m               | Thomas Shields Katinka Hosszú                                                 | 53"53 58"93                     | 200 m        | Chad le Clos Katinka Hosszú                                                  | 1'52"72 2'05"81                 | 400 m  | Thomas Fraser-Holmes Katinka Hosszú | 4'02"31 4'25"33 |
| Staffette           |                                                                               |                                 |              |                                                                              |                                 |        |                                     |                 |
| 4x50 m stile libero | Russia Oleg Tikhobaev Viacheslav Prudnikov Elizaveta Bazarova Veronika Popova | 1'32"75 21"51 21"86 24"48 24"90 | 4x50 m mista | Russia Marija Kameneva Andrei Nikolaev Evgenij Korotyškin Elizaveta Bazarova | 1'41"26 27"40 26"64 22"86 24"36 |        |                                     |                 |

### Pechino
Fonte
| Gara                | Atleti                                     | Perf.                           | Gara         | Atleti                                   | Perf.                           | Gara   | Atleti                      | Perf.           |
| ------------------- | ------------------------------------------ | ------------------------------- | ------------ | ---------------------------------------- | ------------------------------- | ------ | --------------------------- | --------------- |
| Stile libero        |                                            |                                 |              |                                          |                                 |        |                             |                 |
| 50 m                | Chad le Clos Inge Dekker                   | 21"28 23"97                     | 200 m        | Myles Brown Katinka Hosszú               | 1'44"12 1'54"04                 | 800 m  | Katinka Hosszú              | 8'08"41         |
| 100 m               | Chad le Clos Inge Dekker                   | 46"81 52"72                     | 400 m        | Sun Yang Yue Cao                         | 3'37"10 4'00"72                 | 1500 m | Gergely Gyurta              | 14'38"27        |
| Dorso               |                                            |                                 |              |                                          |                                 |        |                             |                 |
| 50 m                | Xu Jiayu Fu Yuanhui                        | 23"29 26"43                     | 100 m        | Xu Jiayu Katinka Hosszú                  | 50"14 56"73                     | 200 m  | Mitch Larkin Katinka Hosszú | 1'48"69 2'02"71 |
| Rana                |                                            |                                 |              |                                          |                                 |        |                             |                 |
| 50 m                | Roland Schoeman Alia Atkinson              | 26"87 29"15                     | 100 m        | Dániel Gyurta Alia Atkinson              | 57"25 1'04"11                   | 200 m  | Dániel Gyurta Sally Hunter  | 2'03"40 2'19"26 |
| Farfalla            |                                            |                                 |              |                                          |                                 |        |                             |                 |
| 50 m                | Chad le Clos Inge Dekker                   | 22"03 24"97                     | 100 m        | Steffen Deibler Lu Ying                  | 49"96 55"95                     | 200 m  | Chad le Clos Shuang Li      | 1'49"73 2'04"34 |
| Misti               |                                            |                                 |              |                                          |                                 |        |                             |                 |
| 100 m               | Sergej Fesikov Katinka Hosszú              | 52"30 58"11                     | 200 m        | Daiya Seto Katinka Hosszú                | 1'54"21 2'06"22                 | 400 m  | Daiya Seto Katinka Hosszú   | 4'04"84 4'25"66 |
| Staffette           |                                            |                                 |              |                                          |                                 |        |                             |                 |
| 4x50 m stile libero | Cina Hexin Yu Tang Yi Yuhan Qiu Ning Zetao | 1'31"79 21"71 24"45 24"54 20"99 | 4x50 m mista | Cina Xu Jiayu Ran Suo Lu Ying Ning Zetao | 1'40"10 23"40 30"10 25"58 21"02 |        |                             |                 |

### Tokyo
Fonte
| Gara                | Atleti                                                     | Perf.                           | Gara         | Atleti                                                         | Perf.                           | Gara   | Atleti                                  | Perf.                       |
| ------------------- | ---------------------------------------------------------- | ------------------------------- | ------------ | -------------------------------------------------------------- | ------------------------------- | ------ | --------------------------------------- | --------------------------- |
| Stile libero        |                                                            |                                 |              |                                                                |                                 |        |                                         |                             |
| 50 m                | Shinri Shioura Francesca Halsall                           | 23"80 23"97                     | 200 m        | Kōsuke Hagino Katinka Hosszú                                   | 1'42"62 1'52"45                 | 800 m  | Mireia Belmonte                         | 8'08"57                     |
| 100 m               | Katsumi Nakamura Francesca Halsall                         | 47"30 51"96                     | 400 m        | Myles Brown Mireia Belmonte                                    | 3'37"96 4'00"87                 | 1500 m | Gergely Gyurta                          | 14'36"38                    |
| Dorso               |                                                            |                                 |              |                                                                |                                 |        |                                         |                             |
| 50 m                | Miguel Ortiz Francesca Halsall                             | 23"30 26"42                     | 100 m        | Eugene Godsoe Katinka Hosszú                                   | 50"49 56"07                     | 200 m  | Yuki Shirai Mitch Larkin Katinka Hosszú | \| 1'48"95 \| \| 2'01"97 \| |
| Rana                |                                                            |                                 |              |                                                                |                                 |        |                                         |                             |
| 50 m                | Roland Schoeman Rūta Meilutytė                             | 26"02 29"36                     | 100 m        | Dániel Gyurta Alia Atkinson                                    | 57"23 1'02"86                   | 200 m  | Dániel Gyurta Rie Kanetō                | 2'02"12 2'19"18             |
| Farfalla            |                                                            |                                 |              |                                                                |                                 |        |                                         |                             |
| 50 m                | Chad le Clos Inge Dekker                                   | 22"20 25"18                     | 100 m        | Steffen Deibler Inge Dekker                                    | 48"95 56"11                     | 200 m  | Chad le Clos Katinka Hosszú             | 1'49"20 2'03"14             |
| Misti               |                                                            |                                 |              |                                                                |                                 |        |                                         |                             |
| 100 m               | Kousuke Hagino Katinka Hosszú                              | 52"03 57"74                     | 200 m        | Kousuke Hagino Katinka Hosszú                                  | 1'51"27 2'05"18                 | 400 m  | Daiya Seto Katinka Hosszú               | 3'59"91 4'23"37             |
| Staffette           |                                                            |                                 |              |                                                                |                                 |        |                                         |                             |
| 4x50 m stile libero | Giappone Hiromasa Fujimori Kenta Ito Shiho Sakai Ito Kenta | 1'33"28 22"50 20"75 25"42 24"61 | 4x50 m mista | Giappone Shiho Sakai Yasuhiro Koseki Kenta Ito Yayoi Matsumoto | 1'40"51 27"14 26"25 22"48 24"64 |        |                                         |                             |
| 1'48"95             |                                                            |                                 |              |                                                                |                                 |        |                                         |                             |
| 2'01"97             |                                                            |                                 |              |                                                                |                                 |        |                                         |                             |

### Singapore
Fonte
| Gara                | Atleti                                                                       | Perf.                           | Gara         | Atleti                                                                       | Perf.                           | Gara   | Atleti                       | Perf.           |
| ------------------- | ---------------------------------------------------------------------------- | ------------------------------- | ------------ | ---------------------------------------------------------------------------- | ------------------------------- | ------ | ---------------------------- | --------------- |
| Stile libero        |                                                                              |                                 |              |                                                                              |                                 |        |                              |                 |
| 50 m                | George Bovell Francesca Halsall                                              | 21"37 23"80                     | 200 m        | Myles Brown Katinka Hosszú                                                   | 1'43"39 1'53"63                 | 800 m  | Mireia Belmonte              | 8'10"61         |
| 100 m               | Sergej Fesikov Emma McKeon                                                   | 47"02 52"45                     | 400 m        | David McKeon Mireia Belmonte                                                 | 3'38"54 3'59"88                 | 1500 m | Gergely Gyurta               | 14'28"35        |
| Dorso               |                                                                              |                                 |              |                                                                              |                                 |        |                              |                 |
| 50 m                | Eugene Godsoe Felicia Lee                                                    | 23"29 26"48                     | 100 m        | Eugene Godsoe Katinka Hosszú                                                 | 50"59 56"94                     | 200 m  | Masaki Kaneto Katinka Hosszú | 1'50"24 2'03"07 |
| Rana                |                                                                              |                                 |              |                                                                              |                                 |        |                              |                 |
| 50 m                | Roland Schoeman Alia Atkinson                                                | 25"86 29"00                     | 100 m        | Dániel Gyurta Alia Atkinson                                                  | 56"87 1'02"54                   | 200 m  | Dániel Gyurta Alia Atkinson  | 2'02"30 2'17"84 |
| Farfalla            |                                                                              |                                 |              |                                                                              |                                 |        |                              |                 |
| 50 m                | Chad le Clos Inge Dekker                                                     | 21"98 25"13                     | 100 m        | Steffen Deibler Inge Dekker                                                  | 48"74 56"08                     | 200 m  | Chad le Clos Mireia Belmonte | 1'48"88 2'04"57 |
| Misti               |                                                                              |                                 |              |                                                                              |                                 |        |                              |                 |
| 100 m               | Sergej Fesikov Katinka Hosszú                                                | 52"09 58"40                     | 200 m        | Daiya Seto Katinka Hosszú                                                    | 1'54"14 2'06"01                 | 400 m  | Daiya Seto Mireia Belmonte   | 4'04"07 4'22"68 |
| Staffette           |                                                                              |                                 |              |                                                                              |                                 |        |                              |                 |
| 4x50 m stile libero | Russia Sergej Fesikov Aleksandr Krasnych Elizaveta Bazarova Maria Astashkina | 1'33"88 21"25 22"05 24"59 25"99 | 4x50 m mista | Russia Sergej Fesikov Maria Astashkina Aleksandr Krasnych Elizaveta Bazarova | 1'46"23 23"70 31"01 24"29 24"26 |        |                              |                 |